# Tornei di tennis femminili nel 1896
Prima della nascita del WTA Tour, ossia l'apertura alle tenniste professioniste dei tornei che prima di quell'anno erano riservati alle tenniste dilettanti, tutti gli eventi più importanti erano amatoriali, tra questi c'erano i tornei del Grande Slam: il Campionato francese di tennis, il Torneo di Wimbledon e gli U.S. National Championships.

## Gennaio
Nessun evento

## Febbraio
Nessun evento

## Marzo
Nessun evento

## Aprile
Nessun evento

## Maggio
Nessun evento

## Giugno
| Settimana | Torneo                                                                | Vincitore                                  | Finalista                      | Semifinalisti | Eliminati ai quarti |
| --------- | --------------------------------------------------------------------- | ------------------------------------------ | ------------------------------ | ------------- | ------------------- |
| 6 giugno  | New Jersey State Championships 1896 Ridgewood, USA Singolare - Doppio | Elisabeth Moore 6-4 6-8 6-1                | Lulu Mowry                     |               |                     |
| 6 giugno  | New Jersey State Championships 1896 Ridgewood, USA Singolare - Doppio |                                            |                                |               |                     |
| 20 giugno | U.S. National Championships 1896 Filadelfia, USA Singolare - Doppio   | Elisabeth Moore 6-4, 4-6, 6-2, 6-2         | Juliette Atkinson              |               |                     |
| 20 giugno | U.S. National Championships 1896 Filadelfia, USA Singolare - Doppio   | Elisabeth Moore Juliette Atkinson 6-4, 7-5 | Annabella Wistar Arny Williams |               |                     |

## Luglio
| Settimana | Torneo                                                        | Vincitore                | Finalista               | Semifinalisti | Eliminati ai quarti |
| --------- | ------------------------------------------------------------- | ------------------------ | ----------------------- | ------------- | ------------------- |
| 21 luglio | Torneo di Wimbledon 1896 Londra, Gran Bretagna Erba Singolare | Charlotte Cooper 6-2 6-3 | Alice Simpson Pickering |               |                     |

## Agosto
Nessun evento

## Settembre
Nessun evento

## Ottobre
Nessun evento

## Novembre
Nessun evento

## Dicembre
Nessun evento

## Senza data
| Settimana                       | Torneo                                                                      | Vincitore                      | Finalista      | Semifinalisti | Eliminati ai quarti |
| ------------------------------- | --------------------------------------------------------------------------- | ------------------------------ | -------------- | ------------- | ------------------- |
|                                 | New Zealand Championships 1896 Wellington, Nuova Zelanda Singolare - Doppio | Kathleen Mary Nunneley 6-1 6-1 | Constance Lean |               |                     |
| Kathleen Mary Nunneley Trimmell | New Zealand Championships 1896 Wellington, Nuova Zelanda Singolare - Doppio |                                |                |               |                     |